# Telstar (chanson)
Pour les articles homonymes, voir Telstar.
Telstar est une pièce instrumentale, interprétée par le groupe britannique The Tornados, composée par le producteur et musicien Joe Meek qui a reçu le prix Ivor Novello en 1962 pour cette composition. Elle a été lancée sur le 45 tours homonyme sorti en 1962. Vite devenu un classique, ce morceau a été repris par de nombreux groupes instrumentaux de l'époque (notamment The Ventures, The Lively Ones (Telstar Surf), etc.), ainsi que plus tard par Richard Pinhas en 1978, Orchestral Manoeuvres in the Dark en 1979, Vidéo-Aventures et The Shadows en 1981. 
Cette pièce musicale ainsi que le disque qui fut édité porte le nom du satellite de télécommunications Telstar lancé en juillet 1962, soit la même année que la chanson.

## Succès commercial
La chanson a atteint en 1962 la première position au Billboard Hot 100 en Grande-Bretagne et aux États-Unis. Ce titre figure dans la bande originale de l'épisode 10 de la saison 2 de la série Mad Men, plus précisément dans la conclusion.

## Procès
Jean Ledrut, le compositeur français de la marche d'Austerlitz pour le film Austerlitz d'Abel Gance, estimant qu'une de ses œuvres avait été copiée, lança une procédure pour plagiat à l'encontre de Joe Meek. Faute d'évidence, le Français perdit son procès dont le verdict ne fut rendu qu'après la mort de Joe Meek.

## Versions chantées
Des paroles dans différentes langues ont été écrites sur cette musique. Jacques Plante a écrit des paroles françaises (Telstar - une étoile en plein jour) et la chanson a été enregistrée par les Compagnons de la chanson. Le titre français fut également interprété par l'actrice et chanteuse française Colette Deréal.